# Olympische Sommerspiele 2016/Teilnehmer (Zentralafrikanische Republik)
| Gelbes Symbol für Goldmedaillen mit stilisierten Olympischen Ringen | Graues Symbol für Silbermedaillen mit stilisierten Olympischen Ringen | Braundes Symbol für Bronzemedaillen mit stilisierten Olympischen Ringen |
| ------------------------------------------------------------------- | --------------------------------------------------------------------- | ----------------------------------------------------------------------- |
| —                                                                   | —                                                                     | —                                                                       |

Die Zentralafrikanische Republik nahm an den Olympischen Spielen 2016 in Rio de Janeiro teil. Es war die insgesamt zehnte Teilnahme an den Olympischen Sommerspielen. Das Comité National Olympique et Sportif Centrafricain nominierte sechs Athleten in vier Sportarten.

## Teilnehmer nach Sportarten

### Boxen
| Athleten         | Wettbewerb               | 1. Runde    | 1. Runde | Achtelfinale  | Achtelfinale  | Viertelfinale | Viertelfinale | Halbfinale    | Halbfinale    | Finale        | Finale        | Rang          |
| Athleten         | Wettbewerb               | Gegner      | Ergebnis | Gegner        | Ergebnis      | Gegner        | Ergebnis      | Gegner        | Ergebnis      | Gegner        | Ergebnis      | Rang          |
| ---------------- | ------------------------ | ----------- | -------- | ------------- | ------------- | ------------- | ------------- | ------------- | ------------- | ------------- | ------------- | ------------- |
| Frauen           |                          |             |          |               |               |               |               |               |               |               |               |               |
| Judith Mbougnade | Fliegengewicht bis 51 kg | I. Valencia | TKO      | ausgeschieden | ausgeschieden | ausgeschieden | ausgeschieden | ausgeschieden | ausgeschieden | ausgeschieden | ausgeschieden | ausgeschieden |

### Leichtathletik
Laufen und Gehen 
| Athleten              | Wettbewerb | Runde 1     | Runde 1 | Halbfinale    | Halbfinale    | Finale        | Finale        | Rang |
| Athleten              | Wettbewerb | Zeit        | Rang    | Zeit          | Rang          | Zeit          | Rang          | Rang |
| --------------------- | ---------- | ----------- | ------- | ------------- | ------------- | ------------- | ------------- | ---- |
| Frauen                |            |             |         |               |               |               |               |      |
| Elisabeth Mandaba     | 800 m      | 2:11,70 min | 60      | ausgeschieden | ausgeschieden | ausgeschieden | ausgeschieden | 60   |
| Männer                |            |             |         |               |               |               |               |      |
| Francky-Edgard Mbotto | 800 m      | 1:52,97 min | 52      | ausgeschieden | ausgeschieden | ausgeschieden | ausgeschieden | 52   |

### Schwimmen
| Athleten         | Wettbewerb    | Vorlauf | Vorlauf | Halbfinale    | Halbfinale    | Finale        | Finale        | Rang |
| Athleten         | Wettbewerb    | Zeit    | Rang    | Zeit          | Rang          | Zeit          | Rang          | Rang |
| ---------------- | ------------- | ------- | ------- | ------------- | ------------- | ------------- | ------------- | ---- |
| Frauen           |               |         |         |               |               |               |               |      |
| Chloé Sauvourel  | 50 m Freistil | 37,15 s | 85      | ausgeschieden | ausgeschieden | ausgeschieden | ausgeschieden | 85   |
| Männer           |               |         |         |               |               |               |               |      |
| Christian Nassif | 50 m Freistil | 30,00 s | 84      | ausgeschieden | ausgeschieden | ausgeschieden | ausgeschieden | 84   |

### Taekwondo
| Athleten   | Wettbewerb       | Achtelfinale | Achtelfinale | Viertelfinale | Viertelfinale | Hoffnungsrunde Halbfinale | Hoffnungsrunde Halbfinale | Halbfinale    | Halbfinale    | Hoffnungsrunde Finale | Hoffnungsrunde Finale | Finale        | Finale        | Rang          |
| Athleten   | Wettbewerb       | Gegner       | Ergebnis     | Gegner        | Ergebnis      | Gegner                    | Ergebnis                  | Gegner        | Ergebnis      | Gegner                | Ergebnis              | Gegner        | Ergebnis      | Rang          |
| ---------- | ---------------- | ------------ | ------------ | ------------- | ------------- | ------------------------- | ------------------------- | ------------- | ------------- | --------------------- | --------------------- | ------------- | ------------- | ------------- |
| Männer     |                  |              |              |               |               |                           |                           |               |               |                       |                       |               |               |               |
| David Boui | Klasse bis 68 kg | Lee Dae-hoon | 0:6          | ausgeschieden | ausgeschieden | ausgeschieden             | ausgeschieden             | ausgeschieden | ausgeschieden | ausgeschieden         | ausgeschieden         | ausgeschieden | ausgeschieden | ausgeschieden |